# Havslunde
Havslunde var et landsted på Taarbæk Strandvej 740 i Springforbi.
Havslunde var opført før 1855 for storkøbmanden C.A. Broberg (1811-1880) efter tegninger af N.S. Nebelong. Huset var opført i senklassicistisk stil i en parklignende have med gamle træer mellem Dyrehaven og Øresund.
I 1890 blev Havslunde erhvervet af grosserer Jacob Martin Bing (1833-1903), hvis enke i 1916 solgte ejendommen til fabrikant og direktør Carl Salomonsen (1876-1942), som boede her til sin død ved selvmord. Herefter blev den overtaget af Staten, der som led i den såkaldte Springforbiplan af landskabsmæssige grunde lod den rive ned i 1965.
Direktør Salomonsens datter, hoteldirektør Lillian von Kauffmann (født 1920), købte i 1971 naboejendommen Villa Brinken, opført 1891 efter tegninger af Andreas Clemmensen. Også denne villa blev nedrevet af Staten i 1980.